# Dun (Nederland)
Dun is een buurtschap  in de gemeente Hilvarenbeek, ten zuiden van de plaats Esbeek.

## Ligging
De buurtschap is gelegen aan de Reusel op een open plek in de bossen van Landgoed de Utrecht. Het riviertje meandert hier en ten noorden van Dun stroomt het door De Hertgang, een beekbegeleidend bos dat bij de latere ontginning van Landgoed de Utrecht gespaard is gebleven.
Vanuit buurtschap Hoogeind ten zuiden van Esbeek loopt de Dunse Dijk in de richting van de Reusel, die via de Dunse Brug kan worden overgestoken.

## Toponymie
De naam Dun komt al voor in een oorkonde uit 1223, waarin Bartholomeus, de abt van de abdij van Echternach, de schenking van de kerk te Alphen aan de abdij van Tongerlo bevestigt. Godefridus de Dun (decanus) is getuige.
 In 1234 wordt deze oorkonde gekopieerd onder toevoeging van de kapel in Diessen.

Dun zou niet rechtstreeks afgeleid zijn van duin, maar van Daun, zoals de plaats Daun in de Eifel, dat wordt verklaard als het Gallo-Romaanse dunum 'heuvel, burcht'.

Ook volgens Marlies Philippa heeft dune de betekenis van heuvel(fort), maar kan het woord van Keltische oorsprong zijn. Lugdunum, de Romeinse naam van Lyon,  zou heldere heuvel betekenen.

## Ontstaan
Dun is in de Middeleeuwen ontstaan als ontginningsgebied binnen de Heerlijkheid Hilvarenbeek, het was  een steriel en keijachtig stuk grond, met lage opbrengsten. De halfheren, de hertog van Brabant en Rogier van Leefdael kwamen, als eigenaren van deze gronden, op St. Mattheusdag van het jaar 1331 de plaatselijke bevolking tegemoet, door de woeste gronden tegen betaling
van een jaarlijkse cijns in erfpacht te geven.

## Verloop van de buurtschap
Volgens een opgave aan de afdeling Statistiek van het Ministerie van Binnenlandse Zaken bestond de buurtschap Dun in 1862 nog uit negen bewoonde huizen. In 1890 waren dat er acht. Een jaar later gingen twee boerderijen in vlammen op.
Vanaf 1898 koopt levensverzekeringsmaatschappij De Utrecht grote stukken hei tussen Hilvarenbeek en De Mierden. Ook de boerderijen in Dun worden opgekocht.  
Na de ontginning is het aantal bewoonde huizen teruglopen tot twee, een boswachterswoning en herberg in den bockenreyder.

## Bezienswaardigheden
- Natuurgebied de Hertgang
- Herberg  in den bockenreyder, een in de dertiger-jaren van de vorige eeuw tot herberg en café verbouwde boerderij.

## Overig
In geschriften uit 1835 en later wordt verondersteld dat er in dit gebied een kasteel zou hebben gestaan, dan wel een voorloper van de plaats Hilvarenbeek moet hebben gelegen. Zelfs de Tempeliers kwamen in een geschrift uit 1924 ter sprake. Deze beweringen zijn echter nimmer door historische feiten gestaafd, maar gebaseerd op een geschiedenisboekje van de Hilvarenbeekse onderwijzer Hendrik Broeders.

Hoofdplaats: Hilvarenbeek      Dorpen: Baarschot · Biest-Houtakker · Diessen · Esbeek · Haghorst

Buurtschappen en gehuchten: Den Opslag (deels) · Driehuizen · Dun · Groenstraat · Gorp · Groot-Loo · Groote Voort · Heikant · Hoogeind · Hoog Spul · Klein Loo · Kleine Voort · Laag Spul · Roovert · Tulder · Waterstraat · Westerwijk

Noord-Brabant: Steden en dorpen      Nederland: Provincies · Gemeenten